# Colin McRae Rally 04
Colin McRae Rally 04 ist ein Rennspiel von Codemasters. Es ist der vierte Teil innerhalb der Colin McRae Rally Spieleserie. Das Spiel erschien in Deutschland 2003 für die Spielekonsolen PlayStation 2 und Xbox sowie 2004 für Microsoft Windows. Der direkte Vorgänger ist Colin McRae Rally 3. Mit Colin McRae Rally 2005 existiert ein Nachfolger.

## Spielprinzip
Das Spiel bietet die Modi Quick Race (zufällige Strecke), Stages (Einzelstrecken) und Rally wobei freie Fahrzeugwahl besteht. Bestritten kann im Einzelspieler oder im Splitscreen-Multiplayer mit bis zu drei weiteren Spielern. Im Rally-Modus können die Strecken für die Wettbewerbe auf Wunsch selbst ausgesucht werden. Bei dem Schadensmodell des Fahrzeugs kann zwischen normal und schwieriger gewählt werden. Der Spieler kann durch Siege weitere Fahrzeuge freischalten. Ein Ghostcar mit aufgezeichneten vorherigen Fahrten zu Bestzeiten kann aktiviert werden.

## Rezeption
PC Action bemerkte, dass deutlich mehr Fahrzeuge als im Vorgänger zur Verfügung stehen. 4Players verglich ebenfalls mit dem Vorgänger und bemerkte stark verbesserte Steuerung, Fahrphysik und Schadensmodell. Grafisch bewege es sich auf hohem Niveau. PC Games bemerkte, dass die Ansagen des Beifahrers auf Deutsch nun punktgenau kämen. Die Menüs in schwarz/weiß Optik seien jedoch zu schlicht. M! Games betonte das verbesserte Fahrgefühl und Streckenführung sowie Detailoptimierungen gegenüber dem Vorgänger. Gameswelt lobte auch die Geräuschkulisse sowie die originellen Bonusfahrzeuge.